# 沙生层腹菌
沙生层腹菌（学名：Hymenogaster arenarius）是属于伞菌目层腹菌科层腹菌属的一种担子菌。该种分布于中国、日本、意大利、英国、德国、法国、美国、俄罗斯、芬兰等地。